# La Complainte du partisan

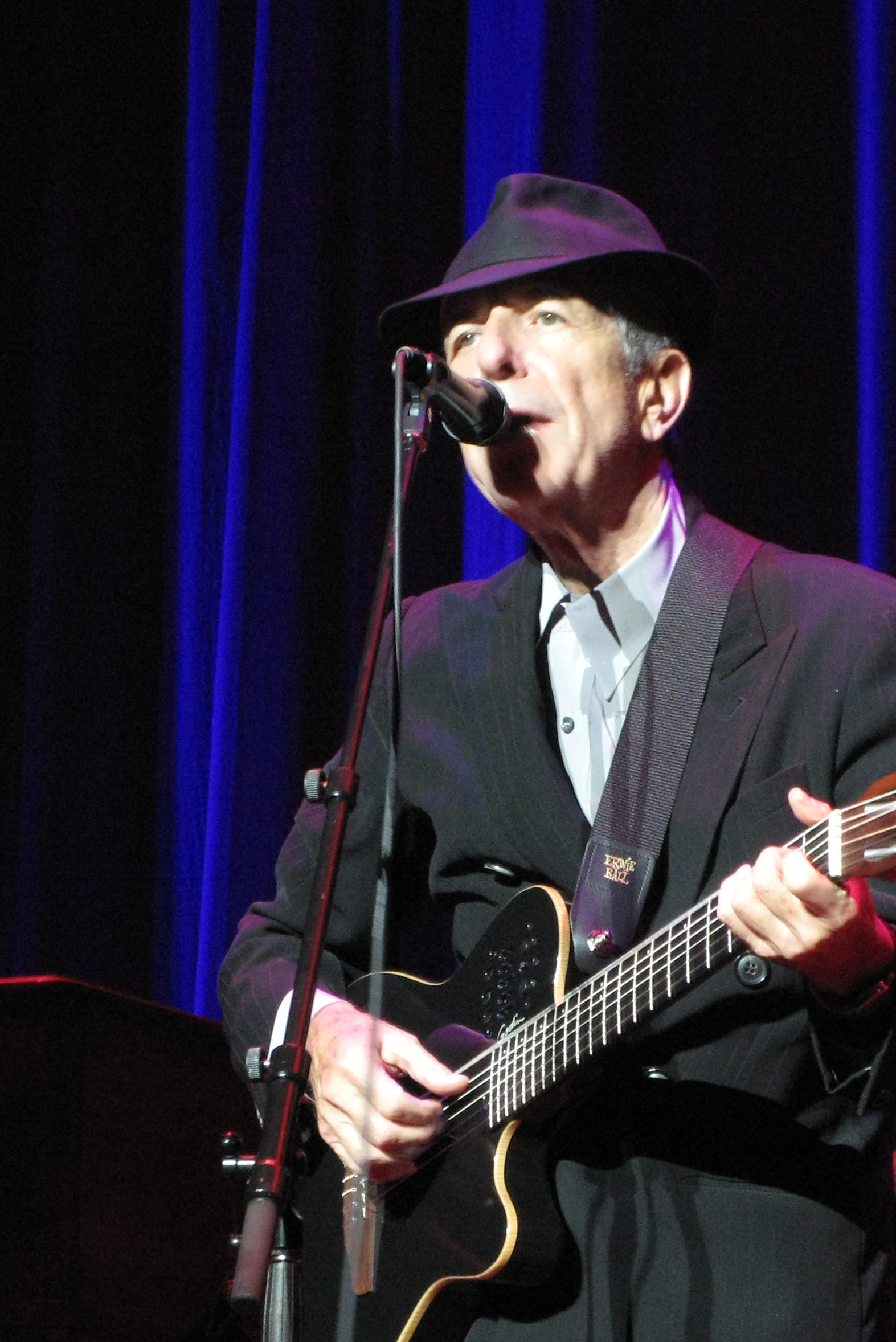
Leonard Cohen.

La Complainte du partisan (El Lamento del partisano) es una canción que escribió Emmanuel d'Astier de la Vigerie (apodado «Bernard» en la Resistencia Francesa) en Londres en 1943 poniendo letra a la música compuesta por Anna Marly. Se emitió por primera vez en la BBC dirigida a la Francia ocupada y fue uno de los discos destruidos por la DCA alemana durante un bombardeo contra la Resistencia francesa (en francés: Résistance intérieure française o La Résistance). A partir de los años 1950 se convirtió en una canción popular.
A partir de entonces fue más conocido el tema casi homónimo  Le Chant des Partisans, también compuesto por Anna Marly pero escrito por Joseph Kessel et Maurice Druon, que se convirtió en el himno de la Resistencia francesa.
Más adelante, La Complainte du Partisan fue interpretada por numerosos artistas: les Compagnons de la Chanson, Leni Escudero, Mouloudji, Marc Ogeret, Anna Prucnal, Joan Báez, etc. Este himno vivió un nuevo resurgir al ser retomado por Leonard Cohen de la versión en inglés Song Of The French Partisan e introducirla en su segundo álbum, Songs from a Room, con el título The Partisan. Esta versión de Leonard Cohen fue después versionada por el grupo 16 Horsepower con Bertrand Cantat (vocalista de Noir Désir) en el álbum Low Estate.